# Esmond Knight
Esmond Knight (4 de mayo de 1906 – 23 de febrero de 1987) fue un actor teatral, cinematográfico y televisivo de nacionalidad británica, con una exitosa carrera interpretativa en los años anteriores a la Segunda Guerra Mundial. Buena parte de su trayectoria la llevó a cabo medio ciego como resultado de las heridas sufridas en 1941 mientras estaba de servicio a bordo del HMS Prince of Wales (53), durante el enfrentamiento con el acorazado Bismarck en la batalla del Estrecho de Dinamarca. Aunque durante dos años quedó totalmente ciego, posteriormente recuperó parte de la visión de su ojo derecho.

## Biografía

### Primeros años
Su nombre completo era Esmond Penington Knight, y nació en East Sheen, Londres (Inglaterra). Se inició como actor teatral, estableciéndose como tal en los años 1920. Posteriormente empezó a trabajar en distintas cintas rodadas en Hollywood, y en 1937 viajó a Alemania para actuar en Schwarze Rosen.

### Segunda Guerra Mundial
Tras el inicio de la guerra, Knight continuo actuando, actuando en el film de Michael Powell y Emeric Pressburger Contraband. Solicitó una comisión naval, pero tras la derrota en Dunkerque trabajó con la Home Guard. A finales de 1940 recibió preparación naval, por lo que hubo de rechazar actuar en la película de 1941 49th Parallel, que finalmente interpretó Eric Portman. Sí actuó en This England, una cinta de propaganda. Tras su preparación naval, Knight recibió el empleo de teniente, sirviendo en el HMS Prince of Wales. En 1941 el buque recibió la orden de perseguir al acorazado Bismarck y al crucero Prinz Eugen. En la posterior batalla, Knight fue testigo del hundimiento del HMS Hood (51), tras lo cual el Bismarck atacó al Prince of Wales. La metralla producida por un proyectil hirió a Knight en el rostro, perdiendo un ojo y dañando gravemente el otro. 
Aunque estaba ciego, Knight insistió en continuar con su carrera de actor. En ese período dictó una autobiografía a su secretaria Annabella Cloudsley, Seeking the Bubble (Hutchinson & Co. 1943). Knight pudo actor en la radio y, aunque totalmente ciego todavía, llegó a rodar un film, The Silver Fleet, dirigido por Powell y Pressburger.
En 1943, Knight fue tratado por el doctor Vincent Nesfield, que consiguió recuperar gran parte de la visión del ojo lesionado. Esta mejoría supuso un punto de inflexión en su carrera, y actuó brevemente en otra película de Powell y Pressburger, A Canterbury Tale (1944). Su gran oportunidad en esta época llegó con el papel de Fluellen en la cinta de Laurence Olivier Enrique V (1944).

### Posguerra
Knight siguió cooperando con Olivier y con Powell y Pressburger, actuando en Hamlet y Richard III, dirigidas por el primero de ellos. Para los otros cineastas actuó en Narciso negro y Las zapatillas rojas. También participó en el film de Jean Renoir The River (1951).
Knight fue objeto de un programa del show This Is Your Life en 1957, cuando fue sorprendido por Eamonn Andrews en el King's Theatre en Hammersmith, Londres.
En la película de 1960 Sink the Bismarck!, fue John Leach, el capitán del HMS Prince of Wales, el buque en el que había servido cuando resultó herido. Ese mismo año encarnó a Jack Cade en la serie de la BBC dedicada a Shakespeare An Age of Kings.
En 1961 fue Ernest Reinhart en una serie televisiva de ciencia ficción, A for Andromeda, en la que actuó junto a Patricia Kneale y Peter Halliday. En Robin y Marian era un viejo ciego que desafiaba a Ricardo I de Inglaterra. Para ese papel, Knight se quitó su ojo de cristal.

### Vida personal
Knight se casó dos veces. Su primera mujer fue la actriz Frances Clare, con la que se casó en 1929. La pareja tuvo una hija, la actriz Rosalind Knight. En los años 1930 mantuvo una larga relación con la actriz Nora Swinburne, de la cual era consciente su esposa. Swinburne había actuado con él en varias obras teatrales. Tras un intento de terminar con la relación, finalmente Knight dejó a Francés por Nora, con la que se casó en 1946, permaneciendo ambos juntos hasta la muerte del actor.
Esmond Knight falleció en 1987 en Londres, Inglaterra, a causa de un infarto agudo de miocardio. Sus restos fueron incinerados.

## Teatro
- 1925-1926 : Ricardo III, Las alegres comadres de Windsor, Como gustéis, Julio César, Mucho ruido y pocas nueces, Romeo y Julieta, La fierecilla domada, Antonio y Cleopatra, Medida por medida y El mercader de Venecia, de William Shakespeare (temporada, con Margaret Rutherford)
- 1926-1927 : Enrique V, Hamlet (con Heather Angel y Eric Portman), Noche de reyes (con Paul Cavanagh), King John, Macbeth, El sueño de una noche de verano, Otelo, The Winter's Tale, La comedia de las equivocaciones y La tempestad, de William Shakespeare; St Patrick's Day, de Richard Brinsley Sheridan (temporada, con George Coulouris)
- 1930 : Hamlet, de Shakespeare, con John Gielgud
- 1934 : Hamlet, de Shakespeare, con John Laurie y Sybil Thorndike
- 1937 : Wise Tomorrow, de Stephen Powys, con Martita Hunt, Diana Churchill, Nora Swinburne y Naunton Wayne
- 1938 : The Crest of the Wave, de Ivor Novello, con Finlay Currie
- 1939 : Night Must Fall, de Emlyn Williams, con May Whitty
- 1944 : Crisis in Heaven, de Frances Clare, con Barry Morse
- 1946 : Romeo y Julieta, de William Shakespeare, con Michael Goodliffe
- 1946 : Santa Juana y Man and Superman, de George Bernard Shaw
- 1951 : César y Cleopatra, de George Bernard Shaw, con Laurence Olivier, Lyndon Brook, Peter Cushing, Vivien Leigh, Wilfrid Hyde-White y Norman Wooland
- 1953 : The Emperor's Clothes, de George Tabori, con Lee J. Cobb y Maureen Stapleton
- 1954 : Bell, Book and Candle, de John Van Druten, con Joan Greenwood
- 1956 : The Caine Mutiny Court-Martial, de Herman Wouk, con Nigel Stock y Lloyd Nolan
- 1957 : The Country Wife, de William Wycherley, con Joan Plowright
- 1960-1961 : La fierecilla domada, de Shakespeare, con Vanessa Redgrave y Diana Rigg
- 1961 : Becket, de Jean Anouilh, con Christopher Plummer y Diana Rigg
- 1962 : Two Stars for Comfort, de John Mortimer, con Trevor Howard
- 1962-1963 : Peer Gynt, de Henrik Ibsen ; El mercader de Venecia y Medida por medida, de Shakespeare ; The Alchemist, de Ben Jonson (temporada, con Leo McKern, Adrienne Corri, Catherine Lacey, Wilfrid Lawson, Vernon Dobtcheff y Lee Montague)
- 1966 : Las troyanas, de Eurípides
- 1973 : The Family Reunion, de T. S. Eliot, con Edward Fox y Nora Swinburne
- 1975 : The Cocktail Party, de T. S. Eliot, con Nora Swinburne
- 1976 : Las tres hermanas, de Antón Chéjov
- 1978 : Crimen y castigo, a partir de Fiódor Dostoyevski, con Leo McKern
- 1979 : The Family Reunion, de T. S. Eliot, con Edward Fox
- 1982 : Hamlet, de Shakespeare, con Edward Fox
- 1984 : The Devils, de John Whiting

## Selección de su filmografía

### Cine
- 1931 : 77 Park Lane, de Albert de Courville
- 1934 : Waltzes from Vienna, de Alfred Hitchcock
- 1935 : Crime Unlimited, de Ralph Ince
- 1939 : The Arsenal Stadium Mystery, de Thorold Dickinson
- 1940 : Contraband, de Michael Powell
- 1943 : The Silver Fleet, de Vernon Sewell y Gordon Wellesley
- 1944 : A Canterbury Tale, de Michael Powell y Emeric Pressburger
- 1944 : Enrique V, de Laurence Olivier
- 1947 : Narciso negro, de Michael Powell y Emeric Pressburger
- 1948 : Las zapatillas rojas, de Michael Powell y Emeric Pressburger
- 1948 : Hamlet, de Laurence Olivier
- 1950 : Gone to Earth, de Michael Powell y Emeric Pressburger
- 1951 : El río (The River), de Jean Renoir
- 1955 : Richard III, de Laurence Olivier
- 1956 : Helen of Troy, de Robert Wise
- 1957 : El príncipe y la corista, de Laurence Olivier
- 1960 : Sink the Bismarck!, de Lewis Gilbert
- 1960 : Peeping Tom, de Michael Powell
- 1965 : El espía que surgió del frío Charles Jarrott
- 1976 : Robin y Marian, de Richard Lester
- 1984 : El elemento del crimen, de Lars von Trier
- 1987 : Superman IV, de Sidney J. Furie

### Televisión
- 1952 : Arrow to the Heart
- 1957 : Nicholas Nickleby
- 1961 : A for Andromeda
- 1961 : Danger man
- 1965 : The Third Man
- 1969 : Doctor Who - (The Space Pirates)
- 1969 : Z Cars
- 1971 : La prima Bette
- 1971 : She Stoops to Conquer
- 1971 : Elizabeth R
- 1974 : Fall of Eagles
- 1975 : Quiller
- 1976 : Yo, Claudio
- 1978 : Return of the Saint
- 1981 : The Borgias
- 1981 : Troilus and Cressida
- 1981 : Antony and Cleopatra
- 1982 : A Voyage Round My Father
- 1985 : Blott on the Landscape
- 1987 : Fortunes of War